# Bank Rossija
Bank Rossija (ros. Банк „Россия”) – rosyjski bank komercyjny z siedzibą w Petersburgu.
Największym udziałowcem banku jest Jurij Kowalczuk.
Bank ma znaczące udziały w spółce Nacyonalnaja Miedia Gruppa (ros. Национальная Медиа Группа), która z kolei kontroluje stacje telewizyjne aktywnie wspierające politykę rządu Rosji.
Decyzją z dnia 23 lutego 2022 r. Rada Unii Europejskiej nałożyła na bank sankcje za wspieranie finansowe działań podważających integralność terytorialną Ukrainy.